# Litteraturåret 1991

## Händelser
- Alessandro Baricco debuterar med Castelli di rabbia (Vredens slott).
- Torgny Lindgren blir invald i Svenska Akademien.

## Priser och utmärkelser
- Nobelpriset – Nadine Gordimer, Sydafrika[1]
- Augustpriset – Sven Delblanc för Livets ax
- ABF:s litteratur- & konststipendium – Sun Axelsson
- Aftonbladets litteraturpris – Mare Kandre
- Alf Henrikson-priset – Kjerstin Dellert
- Aniarapriset – Sara Lidman
- Astrid Lindgren-priset – Max Lundgren
- Bellmanpriset – Ingemar Leckius
- BMF-plaketten – Sven Delblanc för Livets ax
- BMF-Barnboksplaketten – Britt G Hallqvist för Gräset skrattar
- Carl Emil Englund-priset – Bruno K. Öijer för Medan giftet verkar
- Dan Andersson-priset – Holger Lewin
- De Nios Stora Pris – Erik Beckman
- De Nios Vinterpris – Siv Arb
- Doblougska priset – Hans O. Granlid och Agneta Pleijel, Sverige samt Torill Thorstad Hauger och Kjell Erik Vindtorn, Norge
- Elsa Thulins översättarpris – Cilla Johnson
- Eyvind Johnsonpriset – Lennart Hagerfors
- Gerard Bonniers pris – Lars Ahlin
- Goncourtpriset – Pierre Combescot för Les Filles du Calvaire
- Gun och Olof Engqvists stipendium – P.O. Enquist
- Gustaf Fröding-sällskapets lyrikpris – Tua Forsström
- Göteborgs-Postens litteraturpris – Ola Larsmo
- Hedenvind-plaketten – Gunnar Kieri
- Ivar Lo-priset – Karl Rune Nordkvist
- John Landquists pris – Madeleine Gustafsson
- Karlfeldt-priset – Karl-Ivar Hildeman
- Katapultpriset – Rolf Almström för Sånt man säger och Mats Miljand för Landstigning
- Kellgrenpriset – Birgitta Trotzig
- Letterstedtska priset för översättningar – Peter Landelius för översättningen av Julio Cortázars Hoppa hage
- Litteraturfrämjandets stora pris – Barbro Lindgren
- Litteraturfrämjandets stora romanpris – Christer Eriksson
- Lotten von Kræmers pris – Eva Adolfsson
- Lundequistska bokhandelns litteraturpris – Lars Sund
- Nils Holgersson-plaketten – Henning Mankell
- Nordiska rådets litteraturpris – Nils-Aslak Valkeapää, samiska språkområdet, för diktsamlingen Solen, min far
- Petrarca-Preis – John Berger
- Pilotpriset – Werner Aspenström
- Schückska priset – Ingvar Holm
- Signe Ekblad-Eldhs pris – Per Agne Erkelius och Björn Julén
- Stiftelsen Selma Lagerlöfs litteraturpris – Lars Gyllensten
- Stig Carlson-priset – Ann Jäderlund
- Stipendium till Harry Martinsons minne – Lars Lundkvist
- Studieförbundet Vuxenskolans författarpris – Lars Molin
- Svenska Akademiens nordiska pris – Tomas Tranströmer, Sverige
- Svenska Akademiens tolkningspris – C.G. Bjurström
- Svenska Akademiens översättarpris – Elisabeth Helms
- Svenska Dagbladets litteraturpris – Inger Edelfeldt för Rit
- Sveriges Radios Lyrikpris – Kristina Lugn
- Tegnérpriset – Willy Kyrklund
- Tidningen Vi:s litteraturpris – Gunilla Linn Persson
- Tollanderska priset – Göran Schildt
- Tucholskypriset – Nuruddin Farah, Somalia
- Östersunds-Postens litteraturpris – Peter Englund
- Övralidspriset – Kerstin Ekman

## Nya böcker

### A – G
- Alice och Nisse i lustiga huset av P.C. Jersild
- Aliide, Aliide av Mare Kandre
- All världens morgnar av Pascal Quignard
- Assar av Ulf Lundkvist[2]
- Alla rosor ska inte tuktas av Anna-Greta Leijon
- Arvfurstens palats av Jan Mårtenson och Alf Åberg
- Bandyspelaren som försvann i Gambia av Olle Häger
- Berts bravader av Anders Jacobsson och Sören Olsson[3]
- Berts ytterligare betraktelser av Anders Jacobsson och Sören Olsson[4]
- Besvärjarnas kamp av David Eddings
- Cigarett av Per Hagman[2]
- Generation X – sagor för en accelererad kultur av Douglas Coupland
- Det florentinska vildsvinet av Lars Ahlin
- Det himmelska gästabudet av Lars Gyllensten
- Det är ingen ordning på mina papper av Bodil Malmsten
- Dikter 1977–1990 av Bodil Malmsten
- Duktigt, Sune! av Anders Jacobsson och Sören Olsson[5]
- Där går Tjuv-Alfons! av Gunilla Bergström[6].
- Därvarns resa av Mats Wahl
- Eddie och Maxon Jaxon av Viveca Lärn[7]
- En kakelsättares eftermiddag av Lars Gustafsson
- En liten kärlekssång av Michelle Magorian
- Enskilt och allmänt av Werner Aspenström
- Freud Evaluated av Malcolm Macmillan
- Fuskaren av Per Gunnar Evander
- Följande historia av Cees Nooteboom

### H – N
- Handelsmän och partisaner av Klas Östergren
- Holgerssons av P.C. Jersild
- H.P. Lovecraft – emot världen, emot livet av Michel Houellebecq
- I går hade vi Nebukadnessar av Tore Zetterholm
- Joner av Katarina Frostenson
- Jorsalafärder. Ett reportage 1984–91 av Lars Andersson
- Kapten Nemos bibliotek av P.O. Enquist
- Karaktär och perspektiv. Att tolka litterära gestalter i det mimetiska språkspelet av Lars-Åke Skalin
- Kocksgatan av Ernst Brunner[2]
- Kreol av Gunnar Harding
- Landet utan lov av Bodil Malmsten
- Liselott, Lottas dotter av Ester Ringnér-Lundgren
- Livets ax av Sven Delblanc
- Malins kung Gurra av Peter Pohl
- Man har ett snärj av Peter Pohl
- Min vän Percys magiska gymnastikskor av Ulf Stark
- Mödrar och söner av Per Anders Fogelström
- Mördare utan ansikte av Henning Mankell
- När Adam Engelbrekt blev tvearg av Astrid Lindgren[8]
- När Lisabet pillade in en ärta i nästan av Astrid Lindgren[8]

### O – U
- Past Reason Hated av Peter Robinson
- På resa av Jan Myrdal och Gun Kessle
- Ramses hämnd av Jan Mårtenson
- Rivas drottning av David Eddings
- Shannaras druid av Terry Brooks
- Simon och ekarna av Marianne Fredriksson
- Sliver av Ira Levin
- Slutord av Sven Delblanc
- Sofies värld av Jostein Gaarder
- Stjärnvägar av Peter Nilson
- Stumheten av Ola Larsmo
- Till sanningens lov. Rammakaren Theodor Marklunds egen redogörelse av Torgny Lindgren
- Titta Max grav av Barbro Lindgren
- Tre trappor upp med hiss av Maria Gripe
- Trädet av Göran Sonnevi

### V – Ö
- Vendetta av Jan Guillou

## Avlidna
- 24 januari – Bo Setterlind, 67, svensk författare och poet.
- 12 mars – William Heinesen, 91, färöisk författare, kompositör och konstnär.
- 3 april – Graham Greene, 86, brittisk författare.
- 18 maj – Olof Hoffsten, 80, svensk författare och översättare.
- 4 juli – Martin Söderhjelm, 78, svensk skådespelare, regissör, dramaturg och författare.
- 5 juli – Sandro Key-Åberg, 69, svensk författare.
- 24 juli – Isaac Bashevis Singer, 88, författare, nobelpristagare 1978.
- 9 september – Åke Holmberg, 84, svensk författare och översättare.
- 25 september – Alice Lyttkens, 93, svensk författare.
- 30 september – Sven Barthel, 88, svensk författare, journalist, teaterkritiker och översättare.
- 9 oktober – Dagmar Lange, 77, svensk deckarförfattare, pseud. Maria Lang.
- 12 oktober – Arne H. Lindgren, 69, svensk författare och psalmdiktare.
- 17 oktober – Ester Lindin, 100, svensk folkskollärare och författare.
- 4 november – Edvard Robert Gummerus, 86, finlandssvensk författare och översättare.
- 13 november – Ebbe Linde, 94, svensk poet, dramatiker och översättare.
- 3 december – Arthur Fischer, 94, svensk skådespelare, författare, skulptör, akvarellist och tecknare.
- 11 december – Artur Lundkvist, 85, svensk författare, ledamot av Svenska Akademien sedan 1968.
- 13 december – André Pieyre de Mandiargues, 82, fransk författare.

### Fotnoter
1. ↑  ”Nobelpriset i litteratur”. https://www.nobelprize.org/prizes/lists/all-nobel-prizes-in-literature/. Läst 20 mars 2011.
2. 1 2 3  Gradvall, Nordström, Nordström, Rabe, Jan, Björn, Ulf, Anina. Tusen svenska klassiker. Norstedts Förlagsgrup. Läst 12
3. ↑  Bert Arkiverad 26 oktober 2011 hämtat från the Wayback Machine.
4. ↑  Bert Arkiverad 26 oktober 2011 hämtat från the Wayback Machine.
5. ↑  Sune Arkiverad 26 oktober 2011 hämtat från the Wayback Machine.
6. ↑  ”Alfons Åberg”. Arkiverad från originalet den 8 december 2012. https://web.archive.org/web/20121208044934/http://www.alfons.se/fakta_bok_alfons.asp. Läst 21 mars 2011.
7. ↑  ”Viveca Lärn”. Arkiverad från originalet den 26 september 2011. https://web.archive.org/web/20110926012117/http://www.vivecalarn.com/litteraturlista.htm. Läst 21 mars 2011.
8. 1 2  ”Astrid Lindgren”. http://www.astridlindgren.se/verken/bocker/bilderbocker. Läst 21 mars 2011.